# Emirates SkyCargo
Emirates SkyCargo (arabsky: الإمارات للشحن الجوي) je nákladní aerolinie a divize Emirates, sídlí ve Spojených arabských emirátech, konkrétně v Dubaji. V roce 2015 byla druhou největší nákladní leteckou společností podle poměru náklad a vzdálenost. Hlavní leteckou základnu má na mezinárodním letišti Al-Maktúma v Dubaji. Její slogan je „Delivering the highest standards of product quality". V roce 2016 měla ve flotile 15 letounů typů Boeing 777F a Boeing 747-400ERF a létala do 50 destinací po celém světě.